# Del Monte Foods
 (octobre 2024).
Del Monte Foods est une entreprise agroalimentaire américaine, s'occupant à la fois de production et de distribution.
C'est notamment un des leaders mondiaux de la production d'aliments en conserve. L'entreprise a été rachetée par les actionnaires de sa filiale de production aux Philippines dans les années 2000 et continue à exploiter la marque Del Monte aux États-Unis.

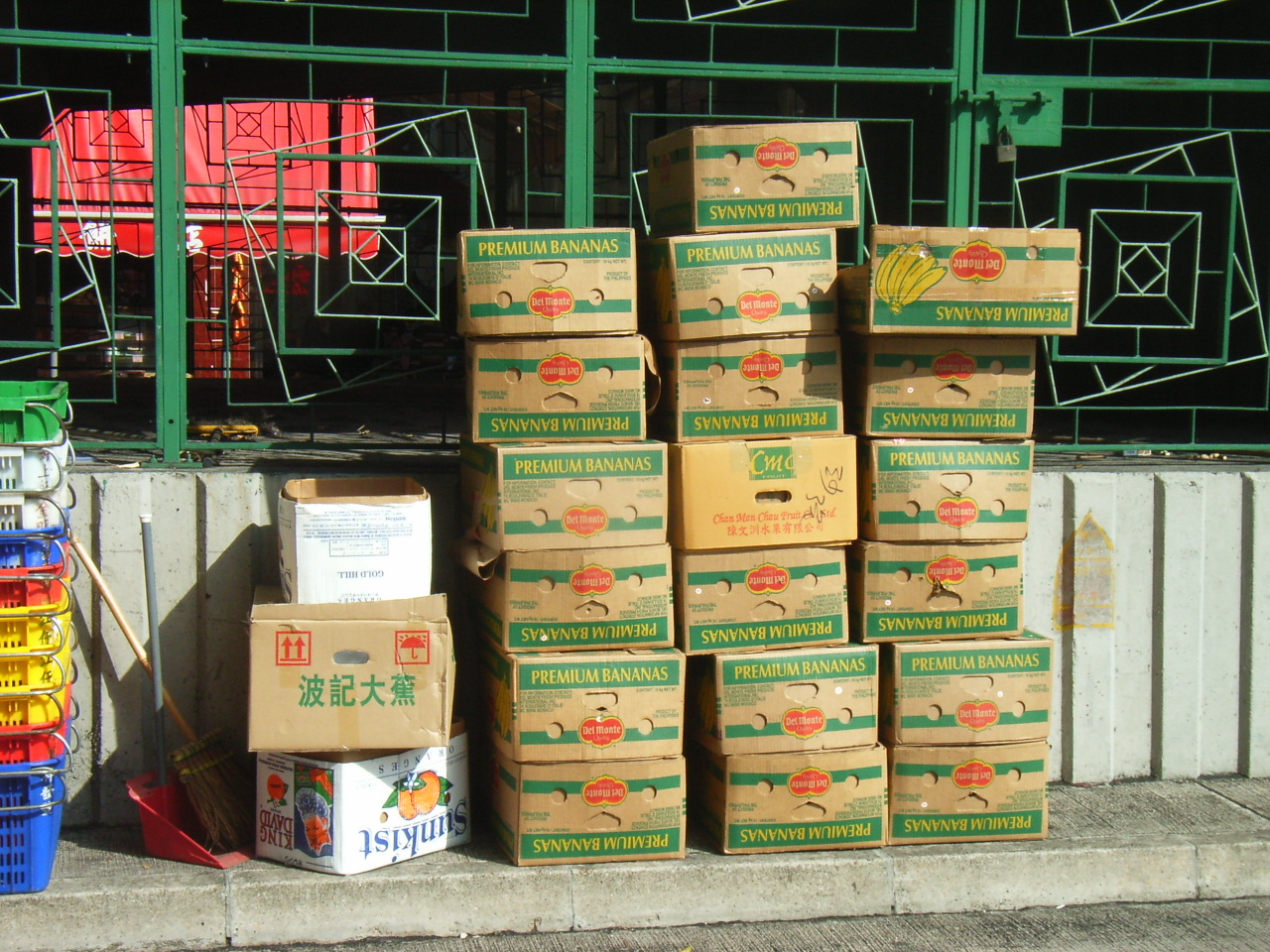